# Škrle
Škrle – mała wieś w Czechach, w Gminie Bílence. Znajduje się około 2 km na południowy wschód od Bílenic.